# Christian Scott
Pour les articles homonymes, voir Scott.
Christian Scott, aussi connu sous le nom Christian Scott aTunde Adjuah et Chief Xian Adjuah, est un trompettiste de jazz américain. Il est né à La Nouvelle-Orléans le 31 mars 1983.
Le trompettiste est reconnu pour son timbre chaud et sa capacité à jouer des notes rondes et floues inhabituelles pour son instrument. Sa musique, très métissée, se situe aux frontières du jazz, du free jazz, du hip-hop, de la soul et du jazz fusion.

## Biographie
Il est diplômé depuis 2004 du Berklee College of Music et exerce également d'autres instruments tels que le bugle et le cornet. Il est actuellement à la tête d'un groupe de jazz moderne qui porte son propre nom (The Christian Scott Ensemble).
Il produit son premier album, Rewind That, qui paraît le 28 mars 2006 chez Concord Records. Son second album, Anthem, paraît le 28 août 2007 et se veut inspiré par les ravages qu'a engendrés l'ouragan Katrina sur La Nouvelle-Orléans, sa ville natale.
Christian Scott est le frère jumeau de Kiel, réalisateur de cinéma, dont il compose les musiques de film. Il est également le neveu du saxophoniste alto de jazz Donald Harrison Jr..

## Composition du Christian Scott Ensemble

### Musiciens actuels
- Christian Scott - Trompette
- Elena Pinderhughes - Flûte et Chant
- Matt Stevens - Guitare
- Walter Smith III - Saxophone Ténor
- Braxton Cook- Saxophone Alto
- David Bryant - Piano
- Luques Curtis - Basse
- Marcus Gilmore - Batterie
- Corey Fonville - Batterie
- Milton Fletcher - Piano (14/05/2011, São Paulo)
- Jamire Williams - Batterie (14/05/2011, São Paulo)

### Anciens musiciens
- Thomas Pridgen - Batterie
- Zaccai Curtis - Clavier
- Donald Harrison, Jr. - Saxophone Alto

## Discographie
- Rewind That (2006, Concord Records)
- Anthem (2007, Concord Records)
- Live at Newport (2008, Concord Records)
- Yesterday You Said Tomorrow (2010, Concord Records)
- Christian Atunde Adjuah  (2012, Concord Records)
- Stretch Music (Introducing Elena Pinderhughes) (2015, Ropeadope)
- Ruler Rebel (2017, Ropeadope)
- Diaspora (2017, Ropeadope)
- The Emancipation Procrastination (2017, Ropeadope)
- Ancestral Recall (2019, Ropeadope)
- Axiom  (2020, Ropeadope)

- Coup de cœur Jazz et Blues 2020 de l'Académie Charles-Cros, proclamé le 5 février 2021, dans l’émission Open Jazz d’Alex Dutilh sur France Musique.

## Filmographie
- Apparition dans son propre rôle dans la série télévisée Treme, saison 2 épisode 1 (2011)